# 2282 Andres Bello
2282 Andres Bello је астероид главног астероидног појаса са средњом удаљеношћу од Сунца која износи 2,203 астрономских јединица (АЈ).
Апсолутна магнитуда астероида је 13,2.